# Kviddtjärnen (Nordmarks socken, Värmland)
Kviddtjärnen är en sjö i Filipstads kommun i Värmland och ingår i Göta älvs huvudavrinningsområde.